# Benvolio
Benvolio Montecchi è un personaggio fittizio della tragedia shakespeariana Romeo e Giulietta.

## Ruolo del personaggio
Egli è il nipote dei Montecchi e il cugino di Romeo oltre che suo confidente amico. Entrambi sono amici intimi di Mercuzio, parente di Escalo (principe di Verona). Dal carattere profondo e pensieroso, Benvolio rifugge la violenza e cerca di appianare le liti e trascorre la maggior parte del primo atto nel tentativo di distrarre suo cugino dalla sua infatuazione per Rosalina. In seguito trascina fuori scena Mercuzio ferito a morte e informa il principe Escalo di come si sono svolti i fatti che hanno portato alla morte di Mercuzio e Tebaldo. Benvolio è un personaggio fondamentale, in quanto unico Montecchi della stessa generazione di Romeo e Mercuzio ad essere sopravvissuto. Il suo omologo, nella famiglia dei Capuleti, è Petruccio.
Nel Primo Quarto (Q1) del 1557 il Vecchio Montecchi, zio del personaggio, afferma che Benvolio è morto: "Dread Souereigne, my Wife is dead to night,/And yong Benuolio is deceased too". La battuta non appare nel più auterovole Secondo Quarto del 1599, né tantomeno nel First Folio.

## Fonti letterarie
Sebbene il nome e il personaggio siano sostanzialmente delle invenzioni shakespeariane, un primo accenno alla figura che diventerà Benvolio si può trovare ne La sfortunata morte di dui infelicissimi amanti di Matteo Bandello (1554), in cui si dice che "aveva tra gli altri Romeo un compagno al quale troppo altamente incresceva che quello senza speranza di conseguir guiderdone alcuno, dietro ad essa donna andasse perdendo il tempo de la sua giovinezza col fior degli anni suoi". Questo anonimo personaggio diventerà Benvolio, che svolge la funzione del "compagno" nella prima scena della tragedia shakespeariana, in cui esorta Romeo a non abbattersi per il rifiuto di Rosalia. Il personaggio del compagno appare anche nella traduzione francese di Pierre Boaistuau nell'Histoires Tragiques, in cui il discorso del personaggio a Romeo viene ulteriormente ampliato con una certa verve retorica. Benvolio non appare nel poema di Arthur Brooke.